# Roberto Citran
Roberto Citran (ur. 26 stycznia 1955 w Padwie) – włoski aktor teatralny i filmowy.

## Życiorys
Karierę sceniczną rozpoczął w 1979 w swej rodzinnej Padwie. Na dużym ekranie pojawił się po raz pierwszy w komedii Parole e baci w reżyserii Simony i Rosselli Izzo w 1987. Następnie rozpoczął współpracę z Rickym Tognazzim, który zapraszał go do wystąpienia w szeregu swoich filmów. Po raz pierwszy wystąpił w roli głównej w komedii Pożegnanie Piotrusia Pana w reżyserii Enzo De Caro w 1989. Był dwukrotnie nominowany do włoskiej nagrody filmowej David di Donatello w kategorii dla najlepszego aktora drugoplanowego: w 1990 za rolę Juliana w komedii Piccoli equivoci w reżyserii Ricky’ego Tognazziego oraz w 1995 za rolę Lorisa w filmie drogi Il toro w reżyserii Carla Mazzacuratiego.

## Wybrana filmografia
- Il cielo è sempre più blu (1995)
- Don Milani – Proboszcz z Barbiany (1997)
- Kapitan Corelli (2001)
- El Alamein: Na linii ognia (2002)
- Dobry papież (2003)
- Hotel Ruanda (2004)
- Ojciec miłosierdzia (2004)
- Jan Paweł I – uśmiech Boga (2006)
- Don Matteo (2006, gościnnie)
- Święty Filip Neri (2010)
- Maria z Nazaretu (2012)